# أمريتا برايتام
أمريتا برايتام ولدت
(31 أغسطس 1919)وتوفيت (31 أوكتوبر 2005) هي كاتبة هندية وشاعرة، كتبت في اللغة الهندية والبنجابية،
وهي تعتبر أول امرأة بنجابية بارزة في الشعر، روائية، وكاتبة مقالات، وشاعرة القرن العشرين الرائدة في اللغة البنجابية، التي تحظى بنفس القدر من الحب على جانبي الحدود بين الهند وباكستان.

خلال مهنتها التي امتدت لأكثر من ستة عقود، أنتجت أكثر من 100 كتاب من الشعر، والقصص، والتراجم، والمقالات، ومجموعة من الأغاني الشعبية البنجابية والسيرة الذاتية التي تمت ترجمتها إلى اللغة الهندية وعدة لغات أجنبية
أكثر ما تُذكر به هو قصيدتها في رثاء واريس شاه بعنوان: «اليوم أرثي واريس شاه، today i invoke waris shah» وهي قصيدة لشاعر بنجابي من القرن الثامن عشر، تعبيرًا عن عذابها بسبب المذابح أثناء تقسيم الهند. كروائية، كان أبرز أعمالها رواية بينجر (الهيكل، the skeleton) والتي خلقت فيها شخصية لا تنسى، وهي شخصية بورو، وهو مثال للعنف ضد المرأة، وفقدان للإنسانية والاستسلام النهائي إلى مصير الوجود. تم تحويل الرواية إلى فيلم حائز على جائزة، اسم الفيلم هو بينجار، وصدر في عام 2003 .
عندما قُسِّمت الهند البريطانية السابقة إلى ولايتي الهند وباكستان المستقلين عام 1947، هاجرت من لاهور إلى الهند، رغم أنها بقيت على نفس القدر من الشعبية في باكستان طوال حياتها، مقارنة مع معاصريها مثل موهان سينج وشيف كومار باتلفي.
عُرِفت كأكثر الأصوات أهمية بالنسبة للنساء في الأدب البنجابي، في عام 1956، كانت أول امرأة تفوز بجائزة أكاديمية ساهيتيا (أكاديمية الهند للحروف) لأكثر قصائدها إبداعية، وهي قصيدة طويلة، بعنوان Sunehade (الرسائل)، وحصدت لاحقا على جائزة Bharatiya Jnanpith ، واحدة من أعلى الجوائز الأدبية في الهند، حدث هذا في عام 1982 لكتابها لكاجاز تي قماش (ورقة وقماش). حصلت على جائزة بادما شري في عام 1969 وأخيراً، بادما فيبوشان، وهي ثاني أعلى جائزة مدنية في الهند، في عام 2004، وفي نفس العام تم تكريمها بأعلى جائزة أدبية في الهند، والتي قدمتها أكاديمية ساهيتيا (أكاديمية الهند للحروف)، وهي زمالة تمنحها الأكاديمية ل «الخالدون من الأدب» لمدى الحياة.

## الحياة الشخصية
في عام 1935، تزوجت أمريتا من بريتام سينغ، ابن أحد كبار تجار الجوارب في سوق أناركلي في لاهور. في عام 1960، تركت أمريتا بريتام زوجها. ويقال أيضا أنها كانت تُكِن مشاعر غير متبادلة للشاعر Sahir Ludhianvi تُصور أمريتا قصة هذا الحب في سيرتها الذاتية، تذكرة راسيدي (طوابع العائد). عندما جاءت امرأة أخرى، المغنية سودها مالهوترا إلى حياة ساهر، وجدت أمريتا العزاء في رفقة الفنان الشهير والكاتب إمروز. أمضت آخر أربعين عاماً من حياتها مع إمروز، الذي صمم معظم أغلفة كتبها وجعلها موضوع لوحاته المتعددة. حياتهم معا هي أيضا موضوع كتاب «أمريتا إمروز: قصة حب» Amrita Imroz: A Love Story توفيت في نومها في 31 أكتوبر 2005 عن عمر يناهز 86 عامًا في نيودلهي، بعد مرض استمر لفترة طويلة. وقد شاركها الحياة شريكها إمروز، وابنتها كاندالا، وابنها نافراج كواترا، وابنة زوجها ألكا، وأحفادها، توروس، نور، أمان وشيلبي. قُتل نافراج كواترا في عام 2012.

## روابط خارجية
- أمريتا برايتام على موقع IMDb (الإنجليزية)
- أمريتا برايتام على موقع ميوزك برينز (الإنجليزية)
- أمريتا برايتام على موقع قاعدة بيانات الفيلم (الإنجليزية)